# Bosgouet
Bosgouet ist eine französische Gemeinde mit 776 Einwohnern (Stand 1. Januar 2022) im Département Eure in der Region Normandie (vor 2016 Haute-Normandie). Sie gehört zum Arrondissement Bernay und zum Kanton Bourg-Achard. Die Einwohner werden Bosgouerois genannt.

## Geographie
Bosgouet liegt etwa 25 Kilometer südwestlich von Rouen in der Landschaft Roumois. Umgeben wird Bosgouet von den Nachbargemeinden Bourg-Achard im Westen und Norden, Barneville-sur-Seine im Norden und Nordosten, La Trinité-de-Thouberville und Saint-Ouen-de-Thouberville im Osten, La Londe im Südosten sowie Grand Bourgtheroulde im Süden.
Durch die Gemeinden führen die Autoroute A13 und die Autoroute A28.

## Bevölkerungsentwicklung
| Jahr                       | 1962 | 1968 | 1975 | 1982 | 1990 | 1999 | 2006 | 2013 | 2020 |
| Einwohner                  | 383  | 353  | 422  | 524  | 569  | 548  | 576  | 636  | 755  |
| Quellen: Cassini und INSEE |      |      |      |      |      |      |      |      |      |

## Sehenswürdigkeiten
- Kirche Saint-Martin aus dem 14. Jahrhundert mit Umbauten aus dem 17. und 18. Jahrhundert
- Schloss Autonne aus dem 17./18. Jahrhundert

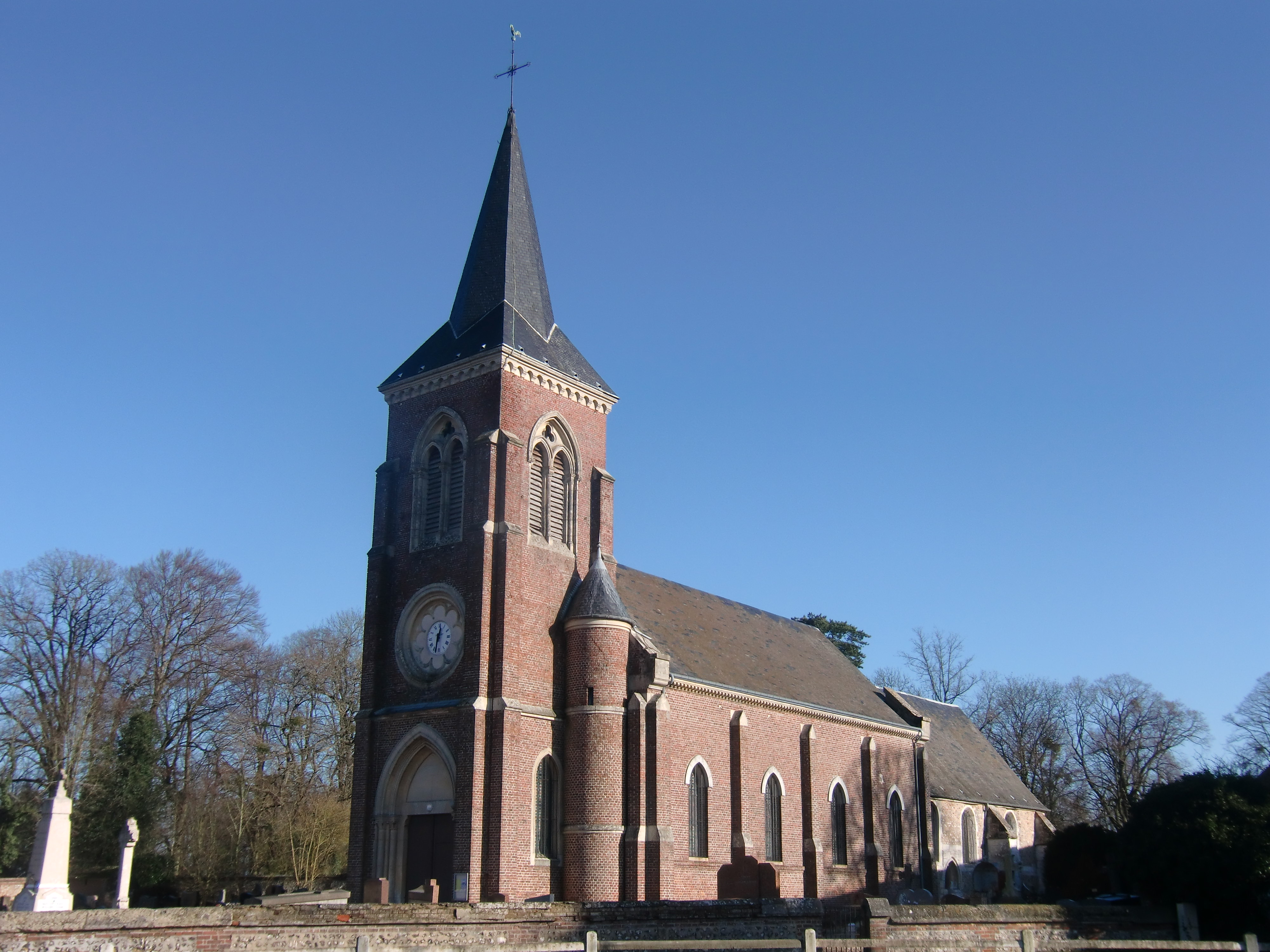
Kirche Saint-Martin

- Schloss aus dem 19. Jahrhundert